# Kees Kruik
Kees Kruik is de hoofdpersoon in een naar hem genoemde dagelijkse krantenstrip. Deze verscheen van 1983 tot en met 2002 (in zwart/wit) en in 2003 (in kleur) dagelijks in Het Nieuwsblad van het Zuiden, Het Nieuwsblad en het Brabants Dagblad. Tegenwoordig verschijnt Kees Kruik wekelijks in de Tilburgse Koerier.
Kees Kruik is in werkelijkheid het alter ego van zijn bedenker en tekenaar Luc Verschuuren. In deze gedaante liep Verschuuren - als Kruik dus - dagelijks door een strofe in onder meer het Brabants Dagblad, zich verwonderend over iets wat er zich nu weer in Tilburg (en omstreken) of het nieuws afspeelde.
In 1991 verscheen Kees Kruik in een volledig album, genaamd Kees Kruik: Het Geheim van de Tilburgse Kermis. In 2007 speelde hij eveneens de hoofdrol in speciaal voor de Gemeente Tilburg (titel: "Klimaatverandering") en voor de Provincie Noord-Brabant (titel: "Schoon Brabant") gemaakte strips. Daarnaast heeft Kruik jarenlang rondom de bouwschutting om het Pieter Vreedeplein (Tilburg) gestaan, dat totaal vernieuwd werd.